# Nariakira Arisaka
El barón Nariakira Arisaka (有坂 成章 Arisaka Nariakira?,  5 de abril de 1852 - 12 de enero de 1915) fue un Teniente General del Ejército Imperial Japonés y el inventor del fusil Arisaka, siendo considerado como uno de los principales diseñadores de armas de fuego en la historia de Japón, junto a Kijirō Nambu.

## Biografía
Arisaka nació en Iwakuni, Provincia de Suō (actualmente parte de la Prefectura de Yamaguchi), siendo el cuarto hijo del samurái que gobernaba el Feudo de Chōshū. A la edad de 11 años fue adoptado por el armero Nagayoshi Arisaka, del cual tomó su apellido. Tras la Restauración Meiji, se alistó en el incipiente Ejército Imperial Japonés. En 1891 atrajo la atención del general Tsuneyoshi Murata, diseñador del Fusil Murata, el fusil estándar del Ejército Imperial Japonés, siendo asignado a un puesto en el Arsenal de Tokio.
En 1897, Arisaka terminó de diseñar el fusil Tipo 30, una mejora respecto al fusil Murata, que fue adoptado como fusil estándar del Ejército Imperial Japonés a tiempo para el Levantamiento de los bóxers. En 1898 también terminó el diseño del Cañón de montaña Tipo 31 75 mm, por lo que su nombre se hizo conocido en el mundo de la artillería al igual que en el de las armas ligeras. Sin embargo, sus primeros diseños no fueron bien recibidos por las tropas. El fusil Tipo 30 era considerado poco potente y con una baja letalidad. Los cañones Tipo 31 carecían de amortiguadores de retroceso y tenían una pobre precisión.   
En 1903, Arisaka fue nombrado Jefe del Buró Técnico del Ejército. Supervisó un comité encargado de mejorar viejos modelos de armas, inclusive el fusil Tipo 30. El diseñador jefe del proyecto fue el capitán Kijirō Nambu, que más tarde alcanzó fama como diseñador de armas por cuenta propia. El resultado de este proyecto fue el famoso Fusil Tipo 38, también conocido como "Fusil Arisaka", que fue suministrado a las tropas de primera línea justo a tiempo para el fin de la Guerra ruso-japonesa de 1904-1905. La resistencia del fusil Tipo 38 en combate fue alabada por las tropas, aunque el problema de su pequeño calibre no fue remediado hasta mucho más tarde. El Tipo 38 y sus diversas versiones modificadas continuó siendo empleado por las Fuerzas Armadas japonesas hasta el final de la Segunda Guerra Mundial.
Durante la Guerra ruso-japonesa, Arisaka continuó trabajando en mejoras y variantes de sus fusiles y a petición de Aritomo Yamagata, Jefe del Alto Mando del Ejército Imperial Japonés, también trabajó en diseños de cañones de asedio y fortaleza de grueso calibre. En 1906, se le otorgó a Arisaka la medalla de la Orden del Gavilán de Oro de Segunda Clase y fue ascendido a Teniente General. En 1907 ascendió en el kazoku, al ser nombrado Barón (danshaku). En 1910 se le otorgó la medalla de la Orden del Sacro Tesoro de Primera Clase.  
Arisaka murió en 1915 y su tumba se encuentra en el Cementerio Yanaka de Tokio.